# Inger Jarl Beck
Inger Birgitta Jarl Beck, född 1 januari 1948 i Östraby församling i Malmöhus län, är en svensk politiker (socialdemokrat). Hon var riksdagsledamot 2002–2010 (statsrådsersättare 2002–2006 och ordinarie riksdagsledamot 2006–2010), invald för Skåne läns södra valkrets.

## Biografi
Inger Jarl Beck bor i Malmö, är uppvuxen i Skåne och har fyra barn.[källa behövs]
Jarl Beck har arbetat inom restaurangbranschen och varit ombudsman i Hotell- och Restaurangfacket och ordförande i Skånes LO-distrikt.
Hon engagerar sig i starkt i arbetet för rättvisa och allas lika värde, liksom i frågor som rör turism- och hotell- och restaurangbranschen.
År 2002 blev Jarl Beck ersättare riksdagen för statsrådet Morgan Johansson. 2006–2010 satt hon som ordinarie riksdagsledamot. Hon var också ledamot i Valprövningsnämnden och försvarsutskottet från 2006 samt suppleant i kulturutskottet, Riksdagens överklagandenämnd och konstitutionsutskottet från 2006.